# Rezerwat przyrody Gutské peklo

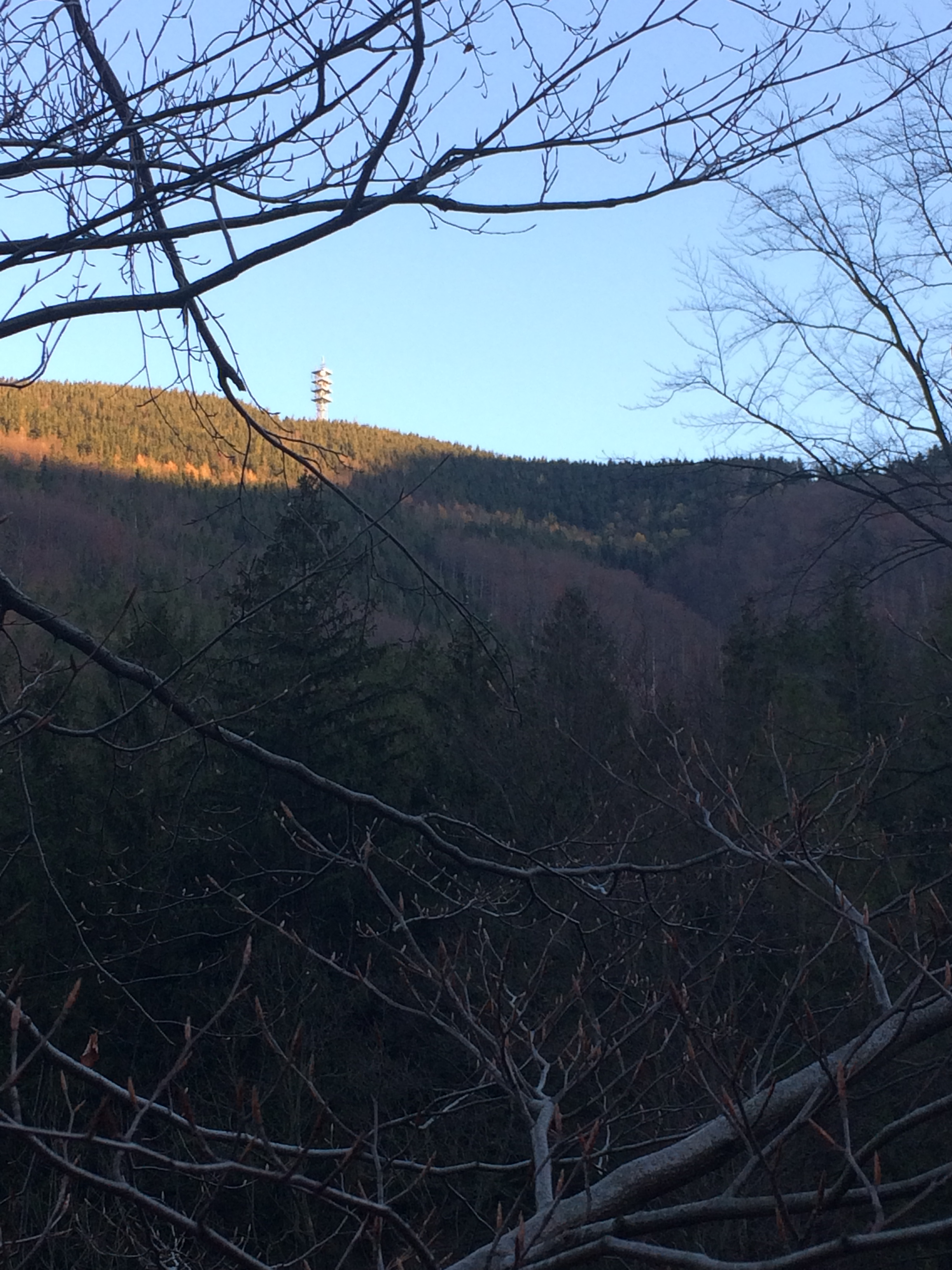
Widok na Jaworowy

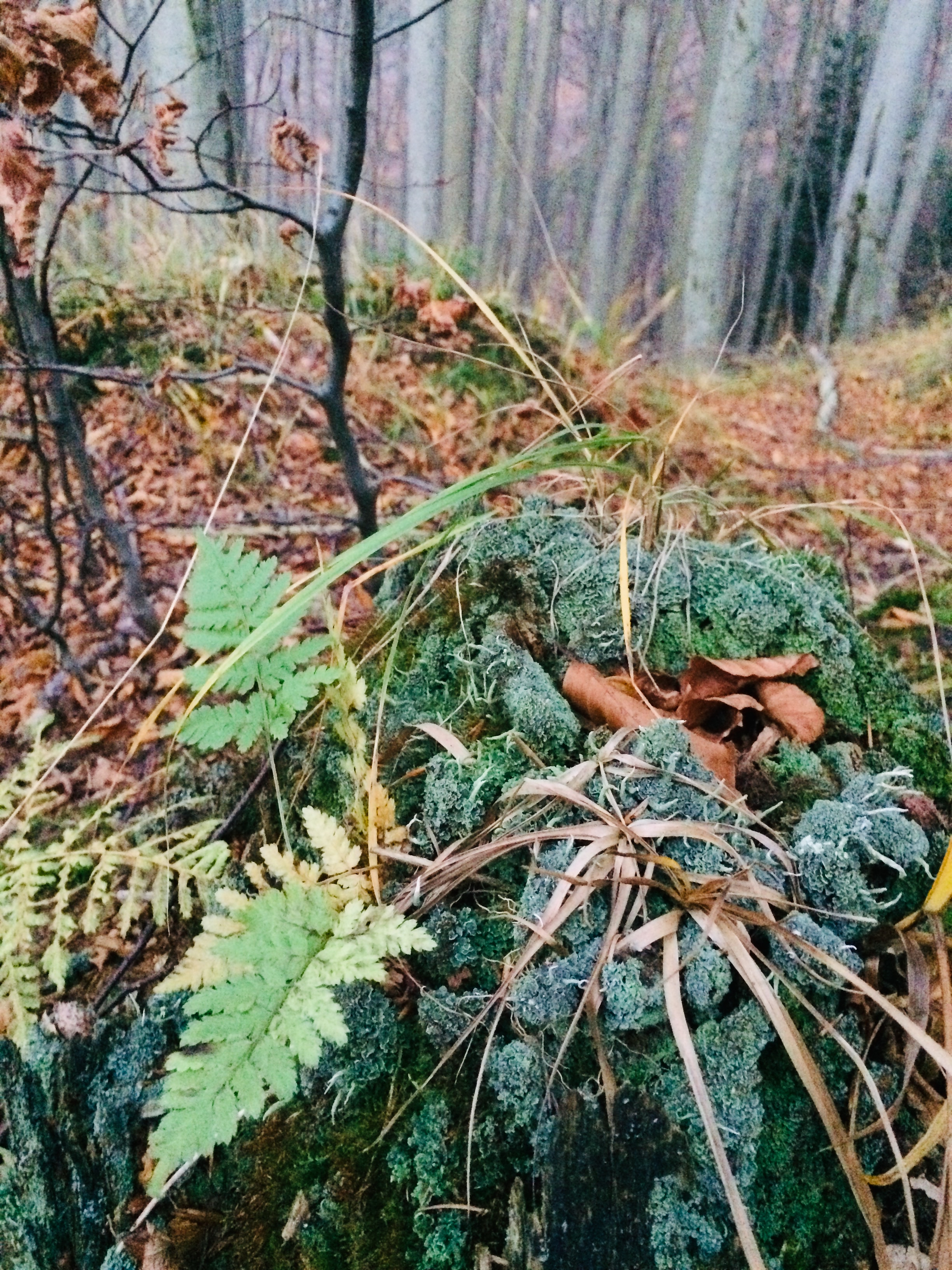
Flora

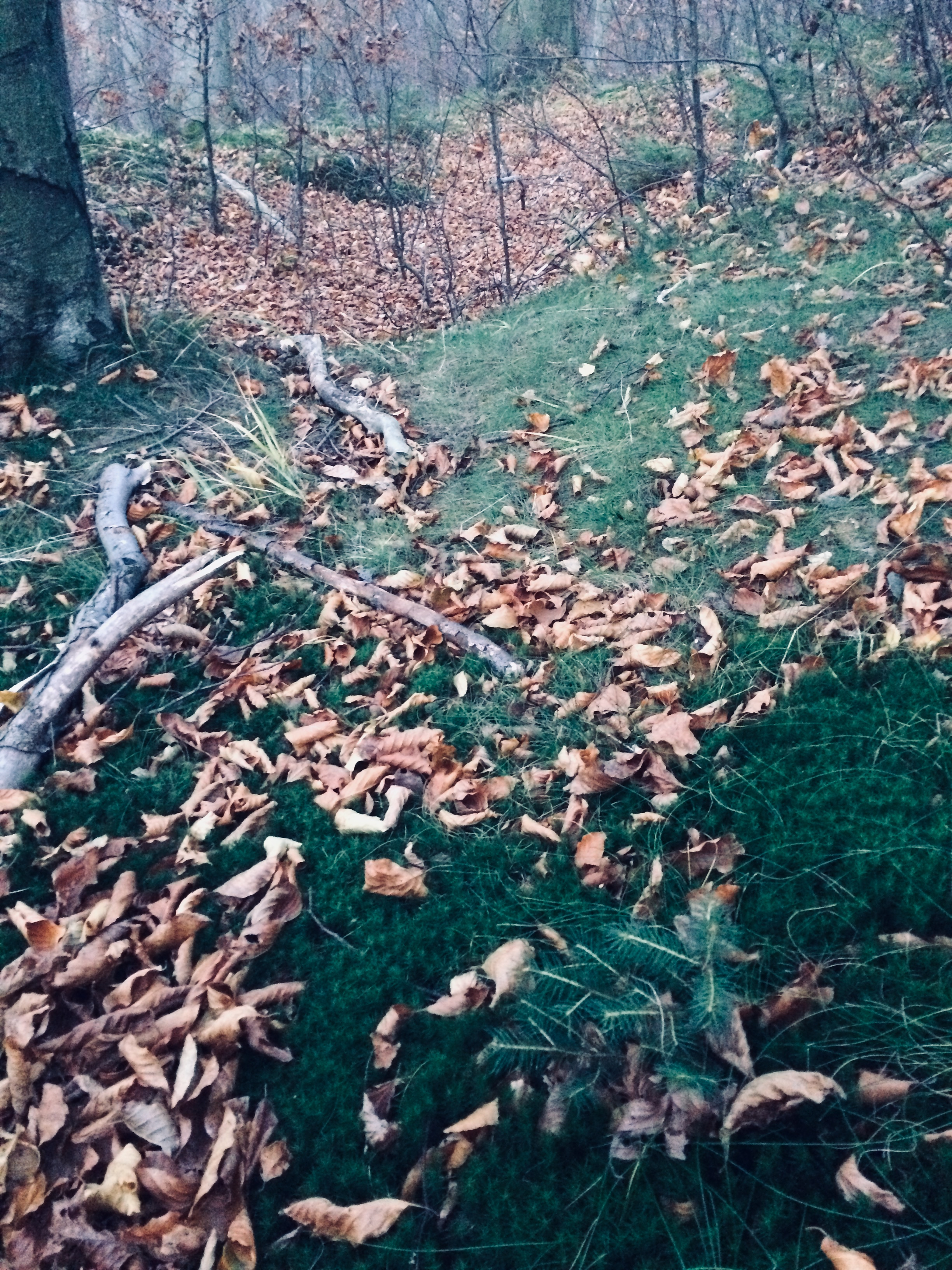
Krajobraz rezerwatu

Gutské peklo (pol. Guckie piekło) – rezerwat przyrody w Beskidzie Morawsko-Śląskim, na Śląsku Cieszyńskim, w Czechach.
Rezerwat podlega Agencji Ochrony Przyrody i Krajobrazu Republiki Czeskiej (cz. Agentura ochrany přírody a krajiny ČR, AOPK ČR). Wchodzi w skład Obszaru Chronionego Krajobrazu Beskidy (Správa CHKO Beskydy). 
Przedmiotem ochrony jest unikatowy kompleks lasów z istotnymi zjawiskami geomorfologicznymi, takimi jak wodospady kaskadowe i spływy błotne.

## Geomorfologia rezerwatu
Północne zbocza Jaworowego (cz. Javorový vrch), w źródłowym obszarze Oldrzychowickiego potoku, należą do najbardziej stromych w Beskidzkim Obszarze Chronionego Krajobrazu. Średnie nachylenie wynosi 28°, w niektórych miejscach zbocza osiągają maksymalne nachylenie do 54°. Znajdują się tutaj też wodospady kaskadowe z wysokością dochodzącą do 5 metrów i spływy błotne.

## Flora
Warstwa drzew składa się głównie z buka zwyczajnego (Fagus sylvatica). Dość duże skupiska klonu jaworu (Acer pseudoplatanus), świerka pospolitego (Picea abies) oraz nieco mniej jodły pospolitej (Abies alba).
Runo leśne tworzą m.in. różne rodzaje paproci. Można tutaj znaleźć charakterystyczne gatunki roślin dla buczyn kwaśnych i buczyn karpackich.

## Fauna
Na terenie rezerwatu prowadzono bardziej szczegółowe badania zoologiczne niektórych grup bezkręgowców i ptaków. Dotychczas stwierdzono tu 107 gatunków chrząszczy (Coleoptera).  
Do płazów występujących na terenie rezerwatu należą: salamandra plamista, ropucha szara i żaba trawna.
Zauważono tutaj wiele gatunków ptaków związanych z tutejszym ekosystemem. Zaliczamy tu dzięcioła białogrzbietego, gołębia siniaka i jarząbka zwyczajnego. 
Obszar rezerwatu jest częścią biotopu rysia euroazjatyckiego, w wyższych partiach obszaru objętego ochroną zarejestrowane zostały również ślady zamieszkania wilka pospolitego. Występuje tutaj również populacja jeleni szlachetnych i dzika euroazjatyckiego.

## Dostępność
Rezerwat jest dostępny dla turystów tylko po oznakowanym szlaku turystycznym ze schroniska na Jaworowym, który biegnie wzdłuż górnej części obszaru chronionego. Wodospady najlepiej obserwuje się na wiosnę, w okresie topnienia śniegu. 
Na sąsiadujący kompleks leśny na północno-wschodnich zboczach Jaworowego negatywnie wpływa istnienie ośrodka górskiego z terenem narciarskim, paralotniarstwem i innymi zajęciami sportowymi.
Celem opieki nad tym obszarem jest ochrona kształtów geomorfologicznych i zachodzących procesów naturalnych w ekosystemie karpackiego lasu mieszanego.